# Лэнг, Вон
Вон Олин Лэнг (англ. Vaughn Olin Lang; 10 ноября 1927, Уильямсберг, Блэр, Пенсильвания, США — 2 октября 2014, Виенна, Фэрфакс, Виргиния, США) — американский военный деятель, генерал-лейтенант Армии США.

## Биография

### Молодые годы
Вон Лэнг родился 10 ноября 1927 года в городе Уильямсберг округа Блэр в штате Пенсильвания в семье Марты и Карла Джея Лэнгов. В 1945 году окончил среднюю школу Уильямсберга, а позже прошёл программу учебного корпуса офицеров запаса в Университете штата Пенсильвания.

### Военная служба
Лэнг начал свою службу в 1952 году в звании второго лейтенанта после окончания базового курса офицеров в форте Монмоут в Нью-Джерси. После этого он командовал ротой, а затем служил в штабе 50-го сигнального батальона. Он служил в качестве сигнального советника во вьетнамской 21-й стрелковой дивизии в качестве части Командования по оказанию военной помощи Вьетнаму. Затем его стали назначать на посты, связанные с приобретением техники. Он служил в отрасли закупок радио-радаров и в Европейском трансатлантическом проекте. В то же время, Лэнг командовал 447-м сигнальным батальоном в Европе и 39-м сигнальным батальоном во Вьетнаме, а затем и 1-й сигнальной бригадой. Затем он отправился руководить Командованием готовности коммуникационных и электронных материалов (англ. Communications and Electronics Materiel Readiness Command, CERCOM) как части Коммуникационно-электронного командования Армии США (англ. United States Army Communications-Electronics Command, CECOM). На этом посту он был директором программы, посвященной сохранению непрерывности конституционной формы правления и руководства президента США

### В отставке
После ухода с активной службы в 1988 году, Вон Лэнг был одним из членов Совета директоров Ассоциации 1-й сигнальной бригады, а на церемонии 3 декабря 2008 года он был признан достойным представителем полка. В 2010 году Лэнг ушёл на пенсию.
Вон Лэнг скончался 2 октября 2014 года в возрасте 86 лет в своём доме в Виенне, штат Виргиния. Похоронен был с воинскими почестями на лютеранском кладбище Генри в деревне Еллоу-Спрингс, штат Пенсильвания.

## Личная жизнь
30 декабря 1949 года в Уильямсберге женился на Дорис (ум. 19 мая 2009). У них было две дочери: Кори Эдвардс и Нэнси Лонг; шесть внуков; девять правнуков. Кроме того, у Лонга была сестра Кей Вон.

## Награды
|                                                          | Медаль министерства обороны «За выдающуюся службу»        |
| Медаль Министерства обороны США «За отличную службу»     | Медаль «За отличную службу»                               |
| Медаль «За похвальную службу» (Министерство обороны США) | Медаль «За похвальную службу»                             |
| Орден «Легион почёта» степени легионера                  | Орден «Легион почёта» с дубовыми листьями                 |
|                                                          | Бронзовая звезда с дубовыми листьями                      |
|                                                          | Медаль похвальной службы с дубовыми листьями              |
|                                                          | Похвальная медаль Армии с двумя дубовыми листьями         |
|                                                          | Медаль Победы во Второй мировой войне                     |
|                                                          | Армейская медаль оккупации                                |
|                                                          | Медаль за службу национальной обороне с дубовыми листьями |
|                                                          | Медаль экспедиционных вооружённых сил                     |
|                                                          | Медаль «За службу во Вьетнаме»                            |
|                                                          | Крест «За храбрость»                                      |
|                                                          | Медаль вьетнамской кампании                               |
|                                                          | Лента армейской службы                                    |
|                                                          | Лента службы за границей (пятикратно)                     |
|                                                          | Планки службы за границей (четырежды)                     |
|                                                          | Знак парашютиста                                          |
|                                                          | Идентификационный знак офицера Штаба армии США            |
|                                                          | Идентификационный нагрудный знак Службы министра обороны  |